# ポート・ケント (ニューヨーク州)

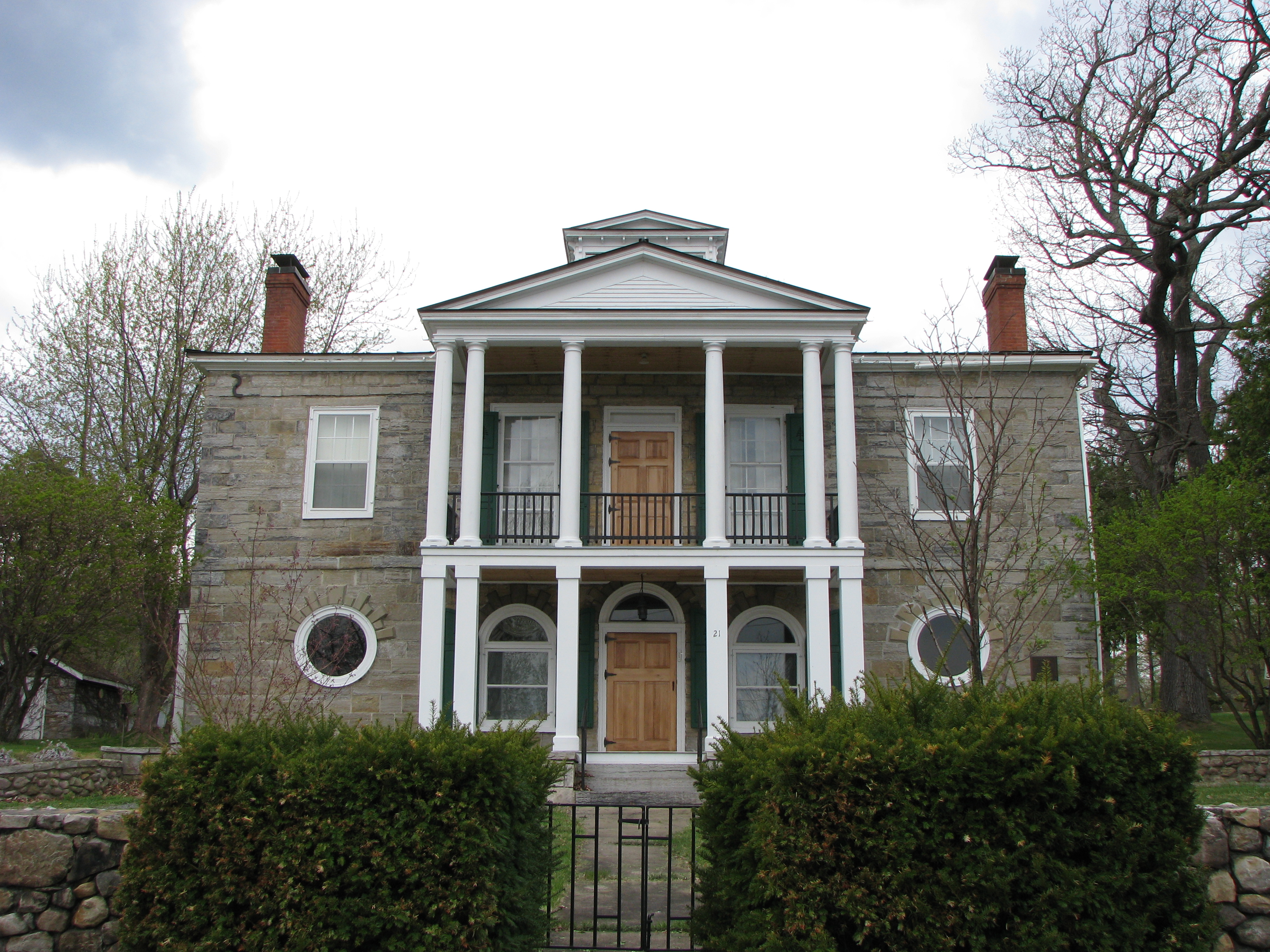
エルカナワトソンハウス

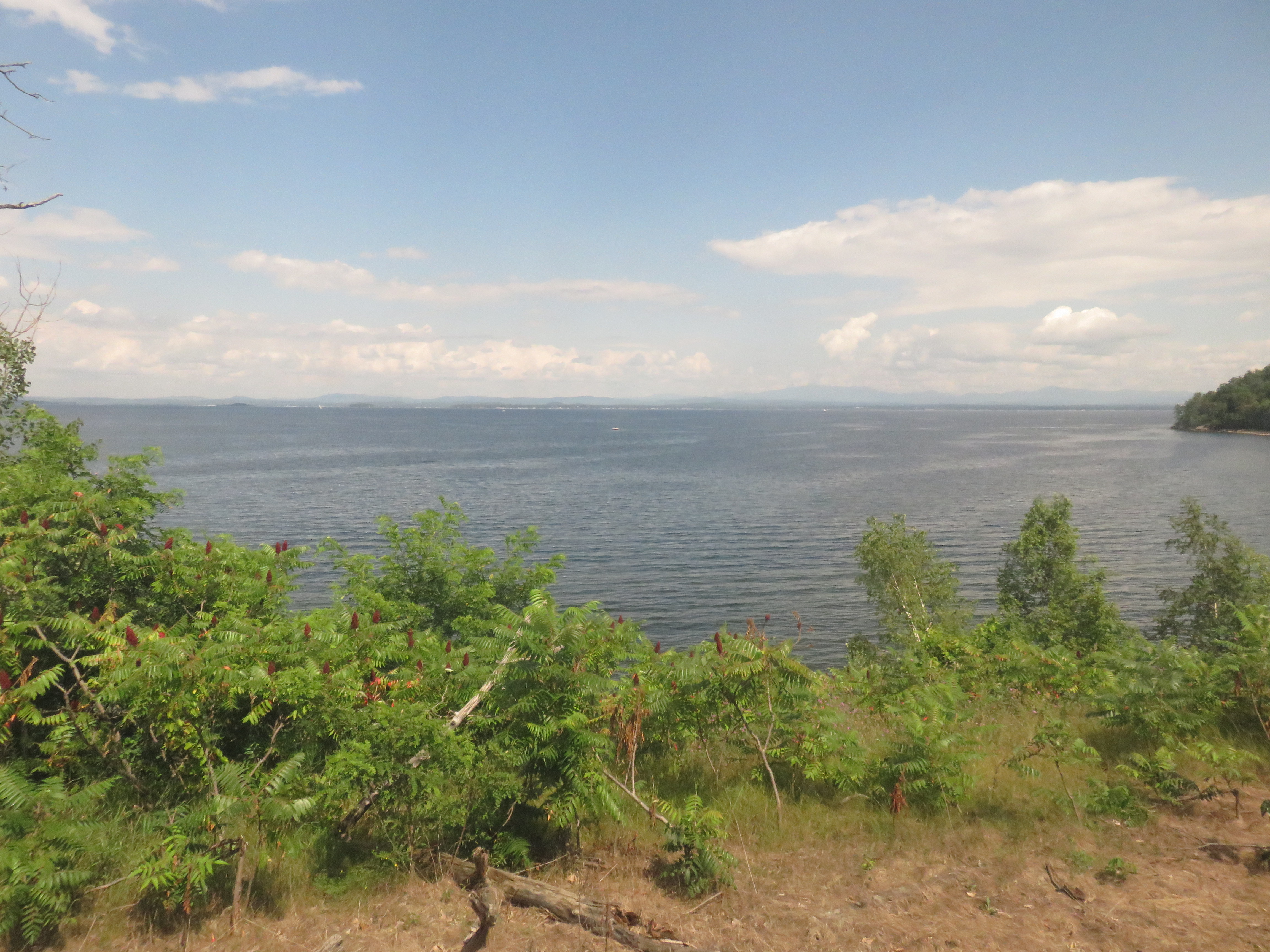
ポートケント近くのシャンプレーン湖

ニューヨーク州ポートケントは、 シャンプレーン湖の西岸にある、 ニューヨーク州エセックス郡チェスターフィールドにある集落。 
バーモント州バーリントンへの季節限定フェリーサービスは、 シャンプレーン湖運送会社によって提供されている。 コミュニティには、モントリオールとニューヨーク市間の季節運行のアムトラック鉄道停留所もある。 
町内のポート・ケント駅にはモントリオールとニューヨーク市間を結ぶアディロンダックが季節限定で停車する。 
ポートケントには、 国立歴史的建造物であるエルカナワトソン邸がある（ 郵便番号は12975）。 エルカナ・ワトソンはアメリカ独立戦争の後、ここに住んでいた。戦後に起業したワトソンは、州の定住と発展、運河の建設を促進し、アルバニー州立銀行を設立した。彼はマサチューセッツ州の農場に移った後、ピッツフィールドでステートフェアを設立した。 